# Bojovnice novoanglická
Bojovnice novoanglická (anglicky Modern Game fowl) je anglické plemeno slepice, vyšlechtěné především pro výstavní účely. Je možné vidět jí i v miniaturní podobě, které se říká staroanglická zdrobnělá bojovnice.

## Vznik
Bojovnice novoanglická vznikala mezi lety 1850 až 1900. Vše začalo tím, že v Anglii byly zakázány kohoutí souboje, tím se zvětšil zájem o výstavy a výstavní jedince. Do tohoto šlechtění byli vybírány speciálně štíhlí a dlouhonozí jedinci zdrobnělé bojovnice indické a zdrobnělých malajek, ze kterých později vznikla současná bojovnice novoanglická. První oficiální standard byl v Anglii publikován roku 1866, v této době se ale ještě nerozlišovala miniaturní a standardní verze bojovnic. Poprvé byli jedinci plemene vystaveni koncem 19. století. Přestože názvy jsou zavádějící, bojovnice novoanglická je starší než miniaturní bojovnice staroanglická. Roku 1948 byl pak založen v Anglii chovatelský klub.
V České republice se toto plemeno nechová, nejpočetnější je v Anglii, Nizozemsku, Belgii a USA.

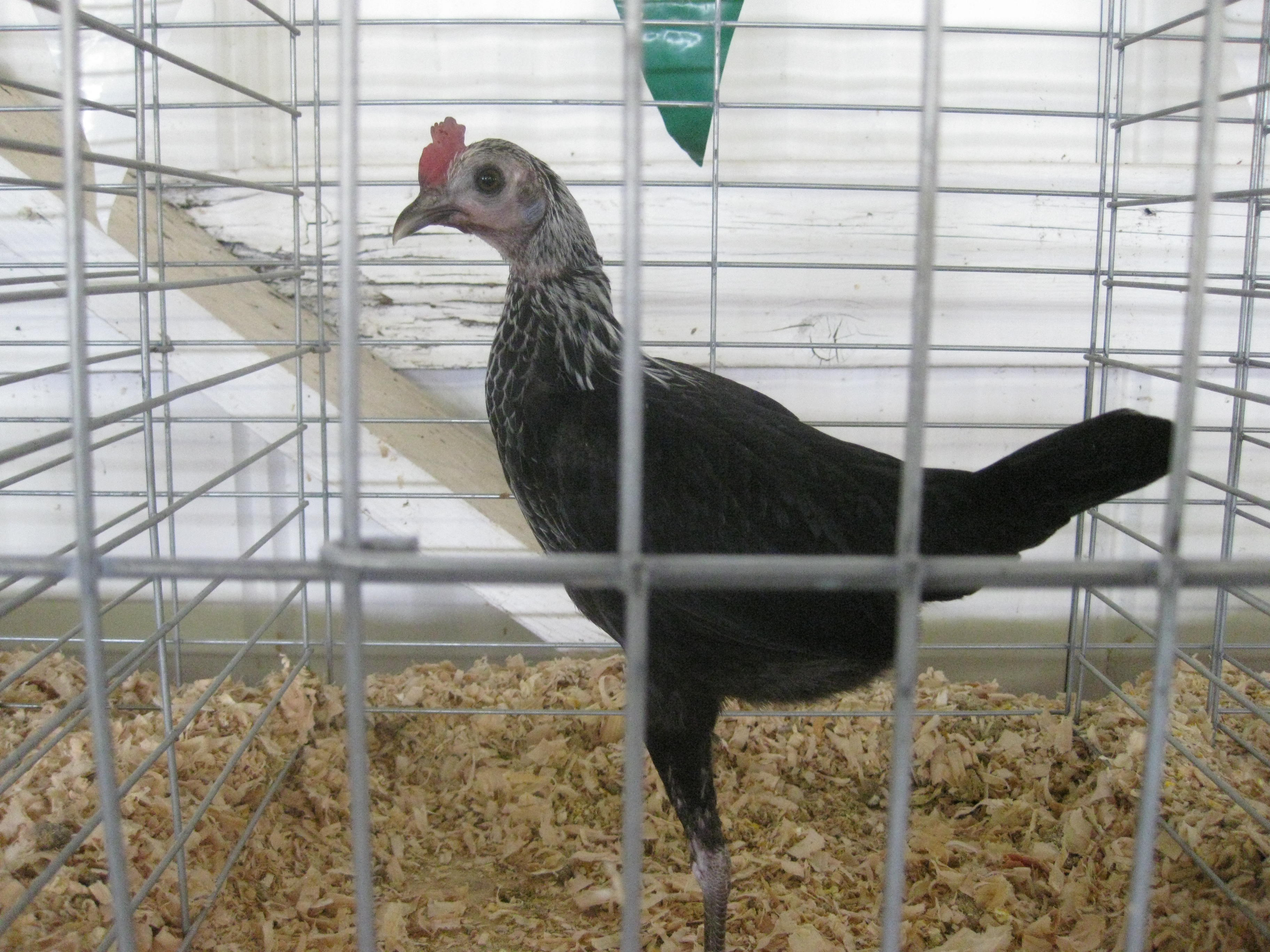

## Vzhled
Bojovnice novoanglická patří k plemenům středního rámce, má dobře osvalené tělo a ladné křivky. Jejich nejvýraznějším znakem jsou dlouhé nohy a dlouhé krky, které vznikly následkem křížení. Hmotnost samce v dospělosti je 2,6 až 3,3 kg, u samice je to méně, 2,1 až 2,8 kg. Na rozdíl od zdrobnělé varianty, tomuto plemeni se nesmí krátit laloky ani hřebeny. Hlava musí být dlouhá, úzká s mírně zakřiveným zobákem, který je nejčastěji oranžový až červený, vyskytují se ale i výjimky. Malé laloky i ušnice. Krátká a rovná záda, stejně tak ocas, který je nesený poměrně vysoko. Barva kůže je u většiny rázů žlutá, vyskytují se ale i bílé. Barvy se liší podle rázů, nejčastěji vidíme black red, birchen, brown red nebo ducwing and pyle. Od toho se odráží i barva běháků Opeření je krátké a tvrdé se slabě vyvinutou podsadou.

### Exteriérové vady
Stejně jako u jiných ušlechtilých plemen, i toto trpí určitými exteriérovými vadami. Nepřípustné jsou krátké krky, mohutné hřebeny, těžké hlavy nebo špatně utvářený ocas. Také kachní běháky jsou nežádané, stejně jako překřížená křídla v sedle.

## Chov
Chov bojovnic novoanglických je vůči ostatním plemenům slepic poměrně náročný. Tyto slepice jsou zdatní letci, je tedy nutný vysoký plot, nejlépe zastřešení výběhu. Na druhou stranu, jsou tiché. Nejsou tak agresivní, jako jiná plemena s bojovými předky. Rychle přivyknout na určitý životní styl a hodí se i pro majitele žijící na předměstí. Nejvhodnější je chovat je ve volném výběhu, kde mají dostatek možnosti pohybu. Nesnášejí průvan a vlhko, čemuž je také nutné výběh přizpůsobit. Jako stelivo není příliš vhodná sláma nebo tráva, nejlepší jsou hobliny.

### Využití
Bojovnice novoanglická je čistě výstavní plemeno, nese jen málo, za celý rok 80 vajec (standard u nosných slepic je 170-180 vajec). Maso bojovnic není špatné, ale živá bojovnice je vysoce ceněná a ve Střední Evropě i vzácná, proto se nechová jako masné plemeno.